# Aquis aquisoides
Aquis aquisoides är en fjärilsart som beskrevs av Swinhoe 1905. Aquis aquisoides ingår i släktet Aquis och familjen trågspinnare. Inga underarter finns listade i Catalogue of Life.